# 呪いが解けた日
『呪いが解けた日』は、2018年5月23日、ビーイングから発売された焚吐の2枚目のミニ・アルバム。

## 解説
表題曲は中学時代にいじめを受け一度は心を閉ざしてしまった焚吐が、ファンやみやかわくんとの出会いにより笑顔を取り戻せた喜びが歌われている。この曲のミュージック・ビデオは夜の街中で歌ったり、佇んだりする焚吐の姿を収めた作品となっている。
「時速40000kmの孤独」は、自身の半生を描きつつ、ドン底にいた自身を救い上げてくれた全ての人々への感謝を歌にした。
初回限定盤のみCD2枚組。

## 収録曲
全曲　作詞・作曲：焚吐（特記以外）
Disc 1　
1. コントロール・ミー
編曲：高田翼
2. 返してよ
編曲：春日俊亮、高田翼
3. 呪いが解けた日
編曲：nishi-ken
4. 神風エクスプレス -Album_Mix-（焚吐×みやかわくん）
作詞：焚吐　作曲：焚吐、みやかわくん　編曲：薮崎太郎
5. モラトリアム
編曲：春日俊亮
6. 時速40000kmの孤独
編曲：高田翼、Kaoru

Disc 2（初回限定盤のみ）
1. 時速40000kmの孤独 - 弾き語り -
2. 子捨て山 - 弾き語り -
3. ふたりの秒針 - 弾き語り -
4. 夢負い人 - 弾き語り -
5. フューチャーソング - 弾き語り -
作詞：焚吐　作曲：焚吐、薮崎太郎
6. 泣き虫レイニー（焚吐×みやかわくん）
作詞・作曲：みやかわくん　編曲：薮崎太郎[1][3]